# نگهبان گذرگاه
نگهبان گذرگاه (انگلیسی: The Crossing Guard) فیلمی در ژانر درام و جنایی به کارگردانی شان پن است که در سال ۱۹۹۵ منتشر شد.

## خلاصه فیلم
«فردی گیل» پس از کشته شدن دختر کوچکش در یک تصادف، شش سال منتظر مانده تا «جان بوث» مردی که مسئول این اتفاق است از زندان آزاد شود. در روز آزادی‌اش، «گیل» با او ملاقات کرده و اعلام می‌کند ظرف یک هفته او را به قتل خواهد رساند …